# Gouania conzattii
Gouania conzattii är en brakvedsväxtart som beskrevs av Greenman. Gouania conzattii ingår i släktet Gouania och familjen brakvedsväxter. Inga underarter finns listade i Catalogue of Life.